# Округ Вајз (Вирџинија)
Округ Вајз (енгл. Wise County) је округ у америчкој савезној држави Вирџинија.

## Демографија
По попису из 2010. године број становника је 41.452, што је 1.329 (3,3%) становника више него 2000. године.
| Група             | 2000.          | 2010.          |
| Белци             | 38.681 (96,4%) | 38.301 (92,4%) |
| Афроамериканци    | 713 (1,8%)     | 2.137 (5,2%)   |
| Азијати           | 121 (0,3%)     | 141 (0,3%)     |
| Хиспаноамериканци | 292 (0,7%)     | 471 (1,1%)     |
| Укупно            | 40.123         | 41.452         |